# 둥바역
둥바역(중국어: 东坝站)(공사명 둥바중제역(중국어: 东坝中街站))은 중국 베이징시 차오양구 둥바 지구 둥바 중가·둥바 중로 교차로에 위치한 베이징 지하철 3호선의 지하철역이다. 2024년 12월 15일에 3호선 1단계 구간이 개통하였다.

## 출입구
이 역에는 3개의 입구와 출구가 있으며, 그 중 입구 B는 징커룽 슈퍼마켓 훙쑹위안 북리점(京客隆超市红松园北里店)의 하부 광장에 위치한다.
|                         |                     |           |      |             |
| 출구                    | 지시                | 출구 인근 | 사진 | 무장애 시설 |
| 出口 · A                | 둥바 중가(东坝中街) |           |      | 빈칸        |
| 出口 · B                | 둥바 중로(东坝中路) |           |      | 빈칸        |
| 出口 · C                | 차오윈가(朝运街)    |           |      |             |
| 아이콘 설명: 엘리베이터 |                     |           |      |             |